# Прокруст
Прокруст (грец. Προκρούστης — витягувач) — прізвисько розбійника на ім'я Дамаст або Поліпемон, що жив біля Елевсіну (поблизу Афін).
Він заманював подорожніх і клав їх на своє ліжко. Коли люди були коротші за ліжко, Прокруст, видовжував їх, а коли довші, відрубував їм ноги. Тесей убив Прокруста, обрубавши йому ноги, тож розбійник повторив долю своїх жертв.
Вперше розповідь про Прокруста зустрічається у давньогрецького історика Діодора Сицилійського.